# 邓蜀平
邓蜀平（1913年11月—1967年3月16日），又名邓肃初、邓徐初、徐初，四川省广安县协兴乡人，邓小平之弟。
邓蜀平早年入仕，历任贵州省普安县青山镇镇长、县财政科副科长，安顺县财政局局长、贵州省政协委员。文化大革命期间，因红卫兵批斗而跳湖自尽。此后调查并平反。